# Barbatula
Barbatula is een geslacht van straalvinnige vissen uit de familie van de bermpjes (Nemacheilidae).

## Soorten
- Barbatula altayensis Zhu, 1992
- Barbatula araxensis (Bãnãrescu & Nalbant, 1978)
- Barbatula barbatula Linnaeus, 1758 – Bermpje
- Barbatula bergamensis Erk'Akan, Nalbant & Özeren, 2007
- Barbatula bergiana (Derjavin, 1934)
- Barbatula brandtii (Kessler, 1877)
- Barbatula cinica Erk'Akan, Nalbant & Özeren, 2007
- Barbatula compressirostris (Warpachowski, 1897)
- Barbatula dgebuadzei (Prokofiev, 2003)
- Barbatula erdali Erk'Akan, Nalbant & Özeren, 2007
- Barbatula euphratica (Bãnãrescu & Nalbant, 1964)
- Barbatula farsica (Nalbant & Bianco, 1998)
- Barbatula frenata (Heckel, 1843)
- Barbatula germencica Erk'Akan, Nalbant & Özeren, 2007
- Barbatula golubtsovi (Prokofiev, 2003)
- Barbatula kermanshahensis (Bãnãrescu & Nalbant, 1966)
- Barbatula kosswigi (Erk'akan & Kuru, 1986)
- Barbatula mediterraneus Erk'Akan, Nalbant & Özeren, 2007
- Barbatula nuda (Bleeker, 1864)
- Barbatula panthera (Heckel, 1843)
- Barbatula paucilepis Erk'Akan, Nalbant & Özeren, 2007
- Barbatula persa (Heckel, 1847)
- Barbatula phoxinoides Erk'Akan, Nalbant & Özeren, 2007
- Barbatula potaninorum (Prokofiev, 2007)
- Barbatula quignardi (Bãcescu-Mester, 1967)
- Barbatula sawadai (Prokofiev, 2007)
- Barbatula sturanyi (Steindachner, 1892)
- Barbatula toni (Dybowski, 1869)
- Barbatula tschaiyssuensis (Bãnãrescu & Nalbant, 1964)
- Barbatula zetensis (Soric, 2000)